# Grenada Boys Secondary School FC
El GBSS FC es un equipo de fútbol de Grenada que juega en la Primera División de Granada, la segunda categoría de fútbol en el país.

## Historia
Fue fundado el 18 de septiembre de 1911 en la capital Saint George's y es el equipo que representa a la Grenada Boy's Secondary School, una de las instituciones de enseñanza media más viejas en Grenada.
Es el club de fútbol más viejo de Grenada, aunque en su palmarés solamente cuenta con dos títulos de la Liga de fútbol de Granada, ambos a inicios del siglo XXI y que fueron de manera consecutiva.

## Palmarés
- Liga de fútbol de Granada: 2

2000, 2001

## Jugadores

### Jugadores destacados
- Mark Marshall
- Ariel Jacob